# Ривера (Уругвај)
Rivera (шп. Rivera) је главни град департмана Ривера у Уругвају.Границу са Бразилом дели са бразилским градом Сантана до Ливраменто, који је само једну улицу удаљена, на северном крају пута бр 5. Заједно, они чине урбано подручје од око 200.000 становника. По попису из 2011. године, то је шести најнасељенији град Уругваја.

## Историја града
Село (шпански pueblo) под именом Переира основано је 21. марта 1860. године, Леи-овим законом бр 614 (Act of Ley Nº 614.), а 7. маја 1862. насеље је добило статус већег насеља (villa) званог Кебаљос у част шпанског генерала Педра де Кебаљоса. У јулу 1867. године званично је назван Ривера, у то време с друге стране границе већ је постојао бразилски град Сантана до Ливраменто са којим је новонастали уругвајски град успоставио добре односе. Главни град департмана постао је 1. октобра 1884. Његов статус је повишен на град (ciudad ) 10. јуна 1912. године.
Заједничка комисија је 1943. године успоставила разграничење између два града. Од 1851. до данас, становници обе заједнице могу се слободно кретати с обе стране. Царина и контролни пунктови налазе се изван градова.  Данас је трговина једна од главних индустрија Ривере. 
Први становници града били су Шпанци, Италијани, Португалци и неки досељеници из Бразила који су живели у Сантани до Ливраменту, на бразилској страни границе.

## Становништво
Према попису становништва из 2011. у граду Ривера је живело 64.465 становника
| Година | Становништво |
| ------ | ------------ |
| 1867.  | 341          |
| 1889.  | 1.000        |
| 1908.  | 8.986        |
| 1963.  | 41.266       |
| 1975.  | 48.780       |
| 1985.  | 57.314       |
| 1996.  | 62.859       |
| 2004.  | 64.426       |
| 2011.  | 64.465       |

- извор: Државни статистички завод Уругваја.[4]